# Nils Olav Fjeldheim
Nils Olav Fjeldheim (né le 18 avril 1977 à Tysvær en Norvège) est un kayakiste norvégien pratiquant la course en ligne. 